# Torre di Catilina
La torre di Catilina è una torre storica di Pistoia.

## Descrizione
L'edificio risalente al IX secolo è affacciato su piazza del Duomo, cuore della città. La torre, alta circa 30 metri, è costruita interamente in pietra e uno degli elementi fondamentali che caratterizzano la città medievale di Pistoia.  Inoltre, grazie alla posizione panoramica in cui si trova, sul tetto è stata costruita una terrazza-belvedere, che permette la completa visione della piazza del Duomo. Il nome della torre deriva dalla leggenda secondo cui il corpo del politico romano Lucio Sergio Catilina sarebbe stato sepolto nella via dove sorge la torre (tomba di Catilina).

## Torre omonima nella periferia di Pistoia
In località Vaioni, poco a nord della frazione di Capostrada, esiste un'altra torre anch'essa dedicata a Catilina. Essa fu eretta intorno al 1840 da Niccolò Puccini, nel punto più elevato di quello che all'epoca era il parco della villa di Scornio. Oggi il parco ha un perimetro molto ridotto e la torre non ne è più parte, ma è comunque raggiungibile tramite una strada privata.